# San Sebastián Fraccionamiento
San Sebastián Fraccionamiento är en ort i Mexiko.   Den ligger i kommunen Aguascalientes och delstaten Aguascalientes, i den centrala delen av landet, 400 km nordväst om huvudstaden Mexico City. San Sebastián Fraccionamiento ligger 1 894 meter över havet och antalet invånare är 1 862.
Terrängen runt San Sebastián Fraccionamiento är lite kuperad, och sluttar brant västerut. Runt San Sebastián Fraccionamiento är det tätbefolkat, med 459 invånare per kvadratkilometer. Närmaste större samhälle är Aguascalientes, 6,9 km norr om San Sebastián Fraccionamiento. Trakten runt San Sebastián Fraccionamiento består till största delen av jordbruksmark.